# Stade 11 Decembre 1961
Stade 11 Decembre 1961 – wielofunkcyjny stadion w Chelghoum Laïd, w Algierii. Obiekt może pomieścić 10 000 widzów. Swoje spotkania rozgrywają na nim piłkarze klubu HB Chelghoum Laïd